# مزرعه چنگی زردچین
مزرعه چنگی زردچین یک منطقهٔ مسکونی در ایران است که در دهستان کمین واقع شده‌است.